# Cenipa nubila
Cenipa nubila is een hooiwagen uit de familie Cranaidae.